# Hadula segnis
Hadula segnis är en fjärilsart som beskrevs av Rudolf Püngeler 1906. Hadula segnis ingår i släktet Hadula och familjen nattflyn. Inga underarter finns listade i Catalogue of Life.